# جونيور ألبرتو مورينو
جونيور ألبرتو مورينو (بالإسبانية: Junior Alberto Moreno) هو لاعب كرة قدم فنزويلي، ولد في 3 مارس 2000 في فاليرا في فنزويلا. لعب مع Trujillanos F.C. ‏.

## وصلات خارجية
- جونيور ألبرتو مورينو على موقع قاعدة بيانات كرة القدم.إي يو (الإنجليزية)
- جونيور ألبرتو مورينو على موقع Soccerway.com (الإنجليزية)